# Lijst van onderscheidingen van de 20. Waffen-Grenadier-Division der SS (estnische Nr. 1)
Dit is een lijst van onderscheidingen van de 20. Waffen-Grenadier-Division der SS (estnische Nr. 1).

## Dragers van het Duits Kruis

### In goud
- Hando Ruus, SS-Obersturmführer, SS Füssilier-Batallion 20[1]

## Dragers van de Erebladgesp
- Franz Augsberger, SS-Brigadeführer und Generalmajor der Waffen-SS[2][3]
- Oskar Ruut, SS-Obersturmführer, SS Füssilier-Batallion 20[4]

## Dragers van het Ridderkruis van het IJzeren Kruis
- Franz Augsberger, SS-Brigadeführer und Generalmajor der Waffen-SS[2][5]
- Bernhard Langhorst, SS-Sturmbannführer, SS Panzer-Jäger-Abteilung 20[6][7]
- Paul Maitla, Waffen-Hauptsturmführer, SS Grenadier-Regiment 45[8][9]
- Harald Nugiseks, Waffen-Unterscharführer, SS Freiwilligen-Grenadier-Regiment 46[10][11]
- Harald Riipalu, Waffen-Obersturmbannführer, SS Grenadier-Regiment 45[8][12]

### Met Eikenloof
- Alfons Rebane, Waffen-Standartenführer, SS Grenadier-Regiment 46[13][14]